# Miami Platja

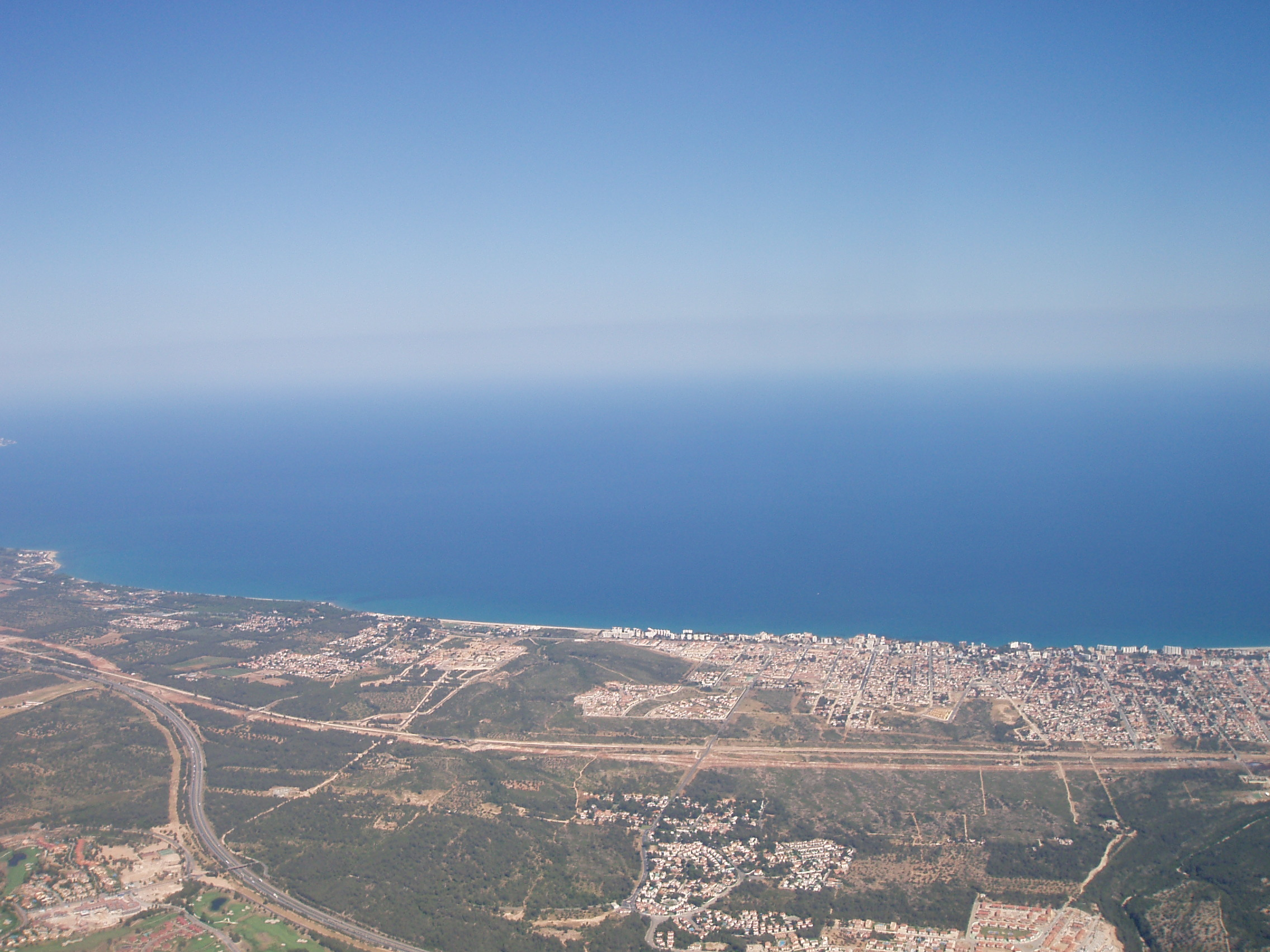
La maggior parte della spiaggia Miami Platja è a destra, Le due strade principali sono A-7 (Autovia del Mediterráneo) al centro, e la AP-7/E15 (Autopista del Mediterráneo) nella parte in basso a sinistra

Miami Platja (Pronuncia IPA: miˈami ˈpɫadʒə); letteralmente in catalano: spiaggia di Miami) è un resort costiero a circa 30 km a sud di Tarragona, in Catalogna (Spagna)
Fa parte del comune di Mont-roig del Camp da cui dista 20 km ed è adiacente alla città di L'Hospitalet de l'Infant che si trova sull'altra sponda del fiume Llastres.
La spiaggia di Miami è composta principalmente da residenze per le vacanze e pochi hotel.
Un'ampia area tra la strada costiera e la ferrovia e le due autostrade più interne sono piene di case per le vacanze costruite in fila lungo strade ad ampia carreggiata.